# Canettemont
Canettemont ist eine französische Gemeinde mit 68 Einwohnern (Stand 1. Januar 2022) im Département Pas-de-Calais in der Region Hauts-de-France. Sie gehört zum Arrondissement Arras, zum Kanton Avesnes-le-Comte und zum Kommunalverband Campagnes de l’Artois.

## Lage
Die Gemeinde Canettemont liegt im Südosten des Artois, 30 Kilometer westlich von Arras. Nachbargemeinden von Canettemont sind Houvin-Houvigneul im Nordosten, Rebreuviette im Süden sowie Rebreuve-sur-Canche im Westen.

## Bevölkerungsentwicklung
| Jahr                       | 1962 | 1968 | 1975 | 1982 | 1990 | 1999 | 2006 | 2012 | 2022 |
| -------------------------- | ---- | ---- | ---- | ---- | ---- | ---- | ---- | ---- | ---- |
| Einwohner                  | 78   | 65   | 60   | 57   | 67   | 61   | 60   | 68   | 68   |
| Quellen: Cassini und INSEE |      |      |      |      |      |      |      |      |      |

## Sehenswürdigkeiten
- Kirche Notre-Dame

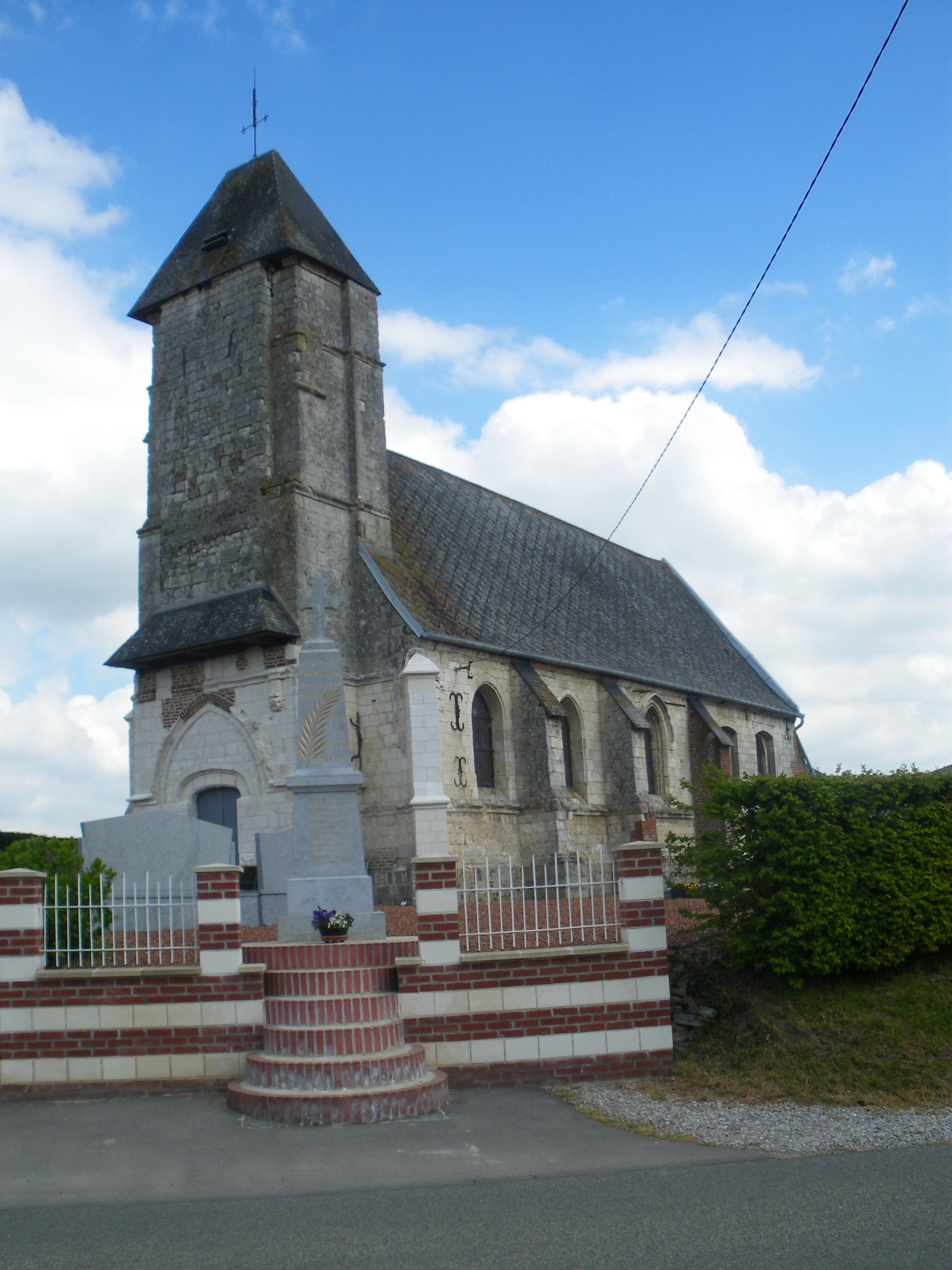
Kirche Notre-Dame und Gefallenendenkmal
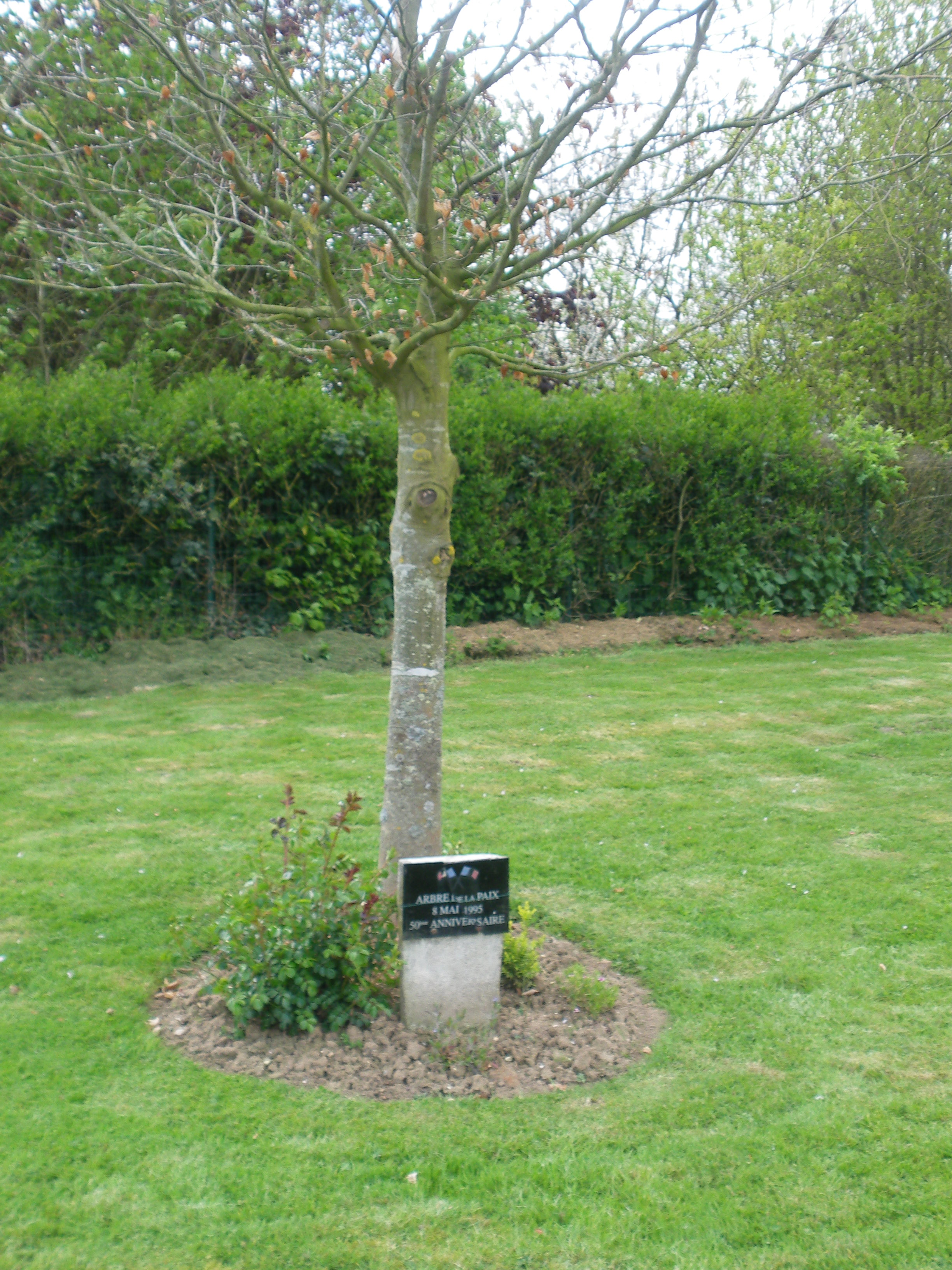
Friedensbaum